# ديفيد فروم
ديفيد فروم (بالإنجليزية: David Frum) (و. 1960 – م) هو صحفي، ومحام، وكاتب من الولايات المتحدة الأمريكية ولد في تورونتو.
وهو عضو في الحزب الجمهوري .

## النشأة والتعليم
ولد فروم في مدينة تورونتو بولاية أونتاريو لعائلة ياهودية. هو الإبن الأصغر لموراي فروم و بربارا فروم (ولدت روزبرغ). والد فروم كان طبيب أسنان قبل أن يتفرغ لمجال المقاولات و العقارات. كانت أمه صحفية و مذيعة كندية مشهورة. تعلم في جامعة ييل، وكلية هارفارد للحقوق.

## روابط خارجية
- ديفيد فروم على موقع IMDb (الإنجليزية)
- ديفيد فروم على موقع الموسوعة البريطانية (الإنجليزية)
- ديفيد فروم على موقع ميوزك برينز (الإنجليزية)
- ديفيد فروم على موقع إن إن دي بي (الإنجليزية)
- ديفيد فروم على موقع قاعدة بيانات الفيلم (الإنجليزية)